# Flip van der Merwe
Pour les articles homonymes, voir Van der Merwe.
Pas d'image ? Cliquez ici

a Compétitions nationales et continentales officielles uniquement.

b Matchs officiels uniquement.
Dernière mise à jour le 8 janvier 2021.
Phillip Rudolph  "Flip" van der Merwe, né le 3 juin 1985 à Potchefstroom (Afrique du Sud), est un joueur international sud-africain de rugby à XV évoluant au poste de deuxième ligne. Il mesure 1,98 m pour 117 kg.
Son frère François van der Merwe est également un joueur de rugby à XV.

## Biographie

### Carrière en club
Flip van der Merwe a commencé sa carrière professionnelle en 2006 avec la province des Free State Cheetahs en Vodacom Cup, puis la même année, il fait également ses débuts en Currie Cup.
En 2007, il découvre le Super Rugby avec la franchise des Cheetahs, avec qui il disputera six matchs sur une période de trois saisons.
Il quitte en 2009 Bloemfontein pour Pretoria en rejoignant les Blue Bulls en Currie Cup, et les Bulls en Super Rugby.
En 2015, il décide de rejoindre la France pour le Top 14 et le club de l'ASM Clermont Auvergne.
En mai 2019, il annonce sa décision de mettre fin à sa carrière à l'issue de la saison 2018-2019, en raison d'une trop grande usure physique,.
Après l'arrêt de sa carrière, il commence des études à l'université de Cambridge, et sort brièvement de sa retraite en décembre 2019 pour jouer avec l'équipe de l'établissement lors du match annuel (The Varsity Match) contre Oxford.

### Carrière en équipe nationale
Flip van der Merwe joue avec l'équipe d'Afrique du Sud des moins de 19 ans, à l'occasion du championnat du monde junior 2004.
Il obtient sa première cape internationale avec l'équipe d'Afrique du Sud le 12 juin 2010 à l’occasion d’un match contre l'équipe de France au Cap.

### Après-carrière de joueur
En avril 2024, il est élu président du directoire du Biarritz olympique. Il laisse finalement la présidence à l'avocat Arnaud Dubois à partir du 1er juillet et reste membre du directoire du club. En novembre 2024, il annonce sa démission.

## Palmarès
- Vainqueur de la Currie Cup en 2006 et 2007 avec les Free State Cheetahs, et en 2009 avec les Blue Bulls
- Vainqueur du Super Rugby en 2009 et 2010 avec les Bulls.
- Vainqueur du Championnat de France en 2017 avec l'ASM Clermont Auvergne.
- Finaliste du Championnat de France en 2019 avec l'ASM Clermont Auvergne.

## Statistiques en équipe nationale
Flip van der Merwe compte 37 capes en équipe d'Afrique du Sud, dont douze en tant que titulaire, depuis le 12 juin 2010 contre l'équipe de France au Cap. Il inscrit un essai.
Il participe à cinq éditions du Tri-nations ou du Rugby Championship, épreuve qui lui succède, en 2010, 2011, 2012, 2013 et 2015. Il dispute dix-sept rencontres dans cette compétition.